# Lago Rotomahana
Il lago Rotomahana è un lago nel nord della Nuova Zelanda, situato a 20 km a sud-est di Rotorua. Si trova a sud-ovest del Tarawera, un vulcano che modificò la geografia del lago con la grande eruzione del 1886. Come il Tarawera, si trova all'interno della caldera di Okataina.
Prima dell'eruzione del 1886, due piccoli laghi erano presenti nell'attuale bacino lacustre. Dopo l'eruzione, diversi crateri si sono riempiti d'acqua nel corso di 15 anni per formare l'attuale lago Rotomahana. Si tratta del più grande e più recente lago naturale formatosi in Nuova Zelanda ed è anche il più profondo nel distretto di Rotorua.
La sponda settentrionale del lago si trova vicino al lago Tarawera, dal quale è separato da 39 m di dislivello e da meno di 700 m di terreno, prodotto essenzialmente dall'eruzione del 1886. Il lago Rotomahana non ha sbocchi naturali e il suo livello d'acqua varia di circa un metro in funzione delle precipitazioni e all'evaporazione.

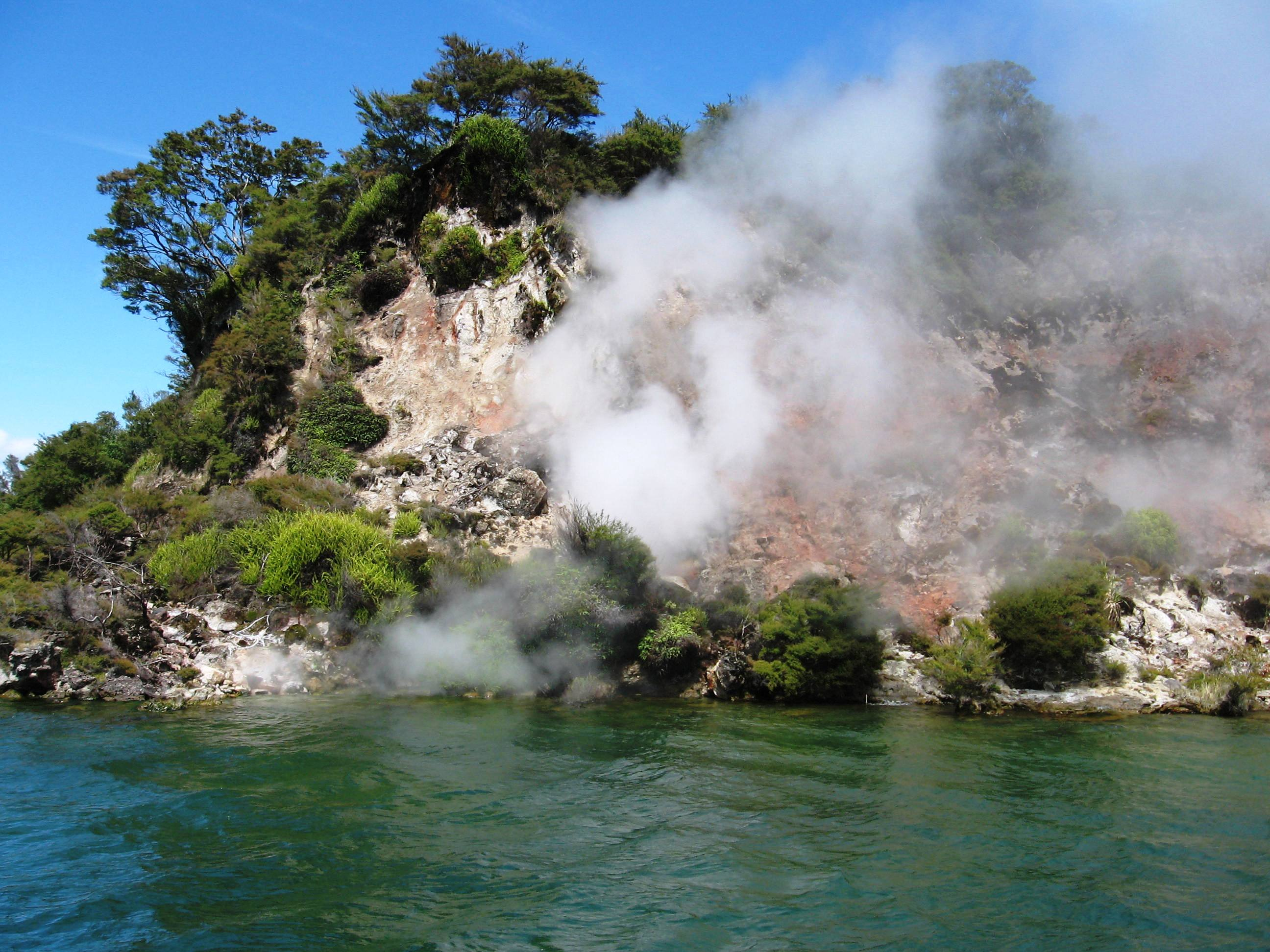
Vapori provenienti da sorgenti calde sulla sponda del lago.

## Flora e fauna
Il lago è rifugio per la fauna selvatica e vi è vietata la caccia agli uccelli. Una popolazione di cigni neri vive nel lago, e ci sono sforzi per garantire che l'isola più grande del lago, l'isola di Patiti, sia mantenuta priva di organismi nocivi. Non c'è accesso pubblico al lago, ma è possibile effettuarvi una crociera in battello per visitare le caratteristiche sorgenti idrotermali che abbondano lungo le rive del lago.